# پتر اسپالنی
پتر اسپالنی (چکی: Petr Spálený؛ زادهٔ ۲۲ مارس ۱۹۴۴) نوازنده و آهنگساز اهل کشور جمهوری چک است که گیتار، فلوت و درام می‌نوازد و می‌خواند. او در مرزهای موسیقی راک، کانتری و پاپ قرار گرفته‌است. وی جایگاه بزرگی در صحنه موسیقی پاپ چک به دست آورده‌است.